# Gagnef
Gagnef er et byområde i Gagnefs kommun i Dalarnas län i Sverige og kyrkbyen i Gagnefs socken, som rummer blandt andet Kyrkskolan og Gagnefs kyrka. Den er dog ikke længere kommunens hovedby, da denne rolle er blevet overtaget af Djurås. Gagnef ligger på den østlige side af Österdalälven. To kilometer fra Gagnefs kyrka, på den anden side af elven, ligger en lille by med navnet Gagnefsbyn.
I Gagnef findes to flydebroer. Den ene er meget velbevaret, og ligger i Nedre Österfors. Den anden ligger cirka 1,5 kilometer sydpå i kyrkbyen, og er åben for biltrafik.

## Etymologi
Navnet er sat sammen af to led. Gag eller gang hører sammen med gång. Slutledet näf er en ældre stavning af näv, hvilket vil sige näbb eller näs. I dag udtales navnet med f-lyd, præcis som ordet ulv fra den ældre stavning er blevet ændret til fornavnet Ulf med anden udtale. Den moderne stavning med e i stedet for ä øger forvirringen. Ifølge "Svenska ortnamn med uttalsuppgifter" fra 1979 skal bynavnet udtales "gang-näv" med accent grave.